# Ematurga margisignata
Ematurga margisignata là một loài bướm đêm trong họ Geometridae.